# Balakh Sher Mazari
Sardar Mir Balakh Sher Mazari (en urdu: بلخ شیر مزاری‎; Kot Karam Khan, Punyab; 8 de julio de 1928-Rahim Yar Khan, Punyab; 4 de noviembre de 2022) fue el tumandar o cacique y el sardar supremo de la tribu Mazari que está situada en el área tri-estatal entre las provincias de Baluchistán, Sindh y Punjab de Pakistán.

## Biografía
Como jefe de su tribu, ostentaba el título de "Mir", pero también usaba los estilos de "Tumandar" o "Sardar". Mazari fue el 22.º Sardar y el séptimo Mir de los Mazaris. Junto a Mazari, su hermano Sherbaz Khan Mazari también desempeñó un papel en la política de Pakistán. Su hijo Sardar Riaz Mehmood Khan Mazari fue elegido miembro de la Asamblea Nacional de Pakistán por el distrito electoral NA-195 (Rajanpur-III) como candidato del partido político Tehreek-e-Insaf de Pakistán en las elecciones generales de Pakistán de 2018 y su nieto Mir Dost Mohammad Mazari. es un parlamentario del Partido Popular de Pakistán de NA-175 Rajanpur que se desempeñó como secretario parlamentario del Ministerio de Agua y Energía.
Mazari se desempeñó como primer ministro interino de Pakistán después de que el gobierno de Nawaz Sharif fuera derrocado por el presidente Ghulam Ishaq Khan. El mandato de Mazari como primer ministro interino terminó abruptamente el 26 de mayo de 1993 cuando la Corte Suprema revocó la orden presidencial y restableció a Nawaz Sharif como primer ministro.
Mazari murió el 4 de noviembre de 2022, a la edad de 94 años.

## Primer ministro interino
El 19 de abril de 1993, el presidente Ghulam Ishaq Khan ejerció sus poderes presidenciales extraconstitucionales, instituidos a través de la Octava Enmienda a la Constitución de Pakistán, para resolver la lucha por el poder en Pakistán y destituyó al gobierno del primer ministro Nawaz Sharif. Después de disolver tanto la asamblea nacional como la provincial, Khan nombró a Mazari como primer ministro interino. Después de ser designado como primer ministro interino, Mazari debía desempeñarse como jefe de Gobierno durante 90 días, un período obligatorio requerido para establecer un marco para las próximas elecciones generales. Mazari programó las elecciones generales para el 14 de julio de 1993.